# Calliphora canimicans
Calliphora canimicans är en tvåvingeart som beskrevs av Hardy 1930. Calliphora canimicans ingår i släktet Calliphora och familjen spyflugor. Inga underarter finns listade i Catalogue of Life.